# Ballana
Ballana was een begraafplaats in Beneden-Nubië, aan de linkeroever van de Nijl nabij de zuidgrens van het huidige Egypte. Walter Bryan Emery heeft hier begin jaren dertig 122 graven blootgelegd. Dit waren grafheuvels met ondergrondse kamers. Ballana was vermoedelijk de begraafplaats van de koningen van Nobatia. Na de bouw van de Aswandam verzonk de plaats na 1970 in het Nassermeer.

## De begraafplaats
De graftypes en de vondsten lijken op die van Qustul op de tegenoverliggende oostoever. Er waren gevallen van mensenoffers en ook paarden werden begraven. Graf 80 was niet door grafrovers geschonden en bevatte de begrafenis van een vorst op een bed. Er was een zilveren kroon op zijn hoofd en rijke sieraden om zijn armen en benen. Volgens een door László Török opgesteld chronologie dateert B-80 uit de jaren 420 AD en was de eerste koninklijke tombe van Ballana. Een eerdere traditie van vijf generaties koningen die in Qustul waren begraven, werd hiermee voortgezet. In totaal werden in Ballana zeven koningen begraven, tot kort voor 500 na Christus.
Andere koningen werden waarschijnlijk begraven in graven 3, 37, 47, 95, 114 en 118. In elk van deze graven werden zilveren kronen gevonden, die in hun stijl Meroïtisch-Egyptisch combineren met laat-antieke mediterrane elementen. In graf 3 is een laat-antiek zilveren bord gevonden met een afbeelding van Hermes. In andere graven vond men kandelaars, waarvan sommige zeker in het Middellandse Zeegebied waren gemaakt, andere in Nubië.
De begrafenisgebruiken met mensen- en paardenoffers gaan waarschijnlijk terug op oude tradities uit Kerma.

## Belangrijke graven

### Graf 47
Het graf behoorde toe aan een koningin of op zijn minst een belangrijke dame. De grafheuvel was 39,30 meter in doorsnee en 6,80 meter hoog toen hij werd gevonden. Zoals gebruikelijk was hij bedekt met een dikke laag grind. De grafkamer in de heuvel was onaangetast en bevatte de grootste collectie sieraden van de begraafplaatsen Ballana en Qustul. Bij de ingang van de gang die naar de grafkamer leidde, lagen de skeletten van twee mensen en een rijk versierd paard. Dit waren waarschijnlijk bedienden die hun meesteres in de dood moesten volgen. Een andere dienares lag direct bij de ingang van de grafkamer.
in de grafkamer lagen de ongeschonden overblijfselen van de vrouw. Het lijk was ernstig vervallen, maar er waren veel sieraden, dus er wordt aangenomen dat het een vrouw betrof. Ze droeg een zilveren kroon op haar hoofd, 20 zilveren armbanden, een zilveren halsband en 14 kettingen met parels van verschillende materialen. Daarnaast droeg ze armbanden van zilver en koraal, en een reeks oorringen.
In de grafkamer bevonden zich bronzen schalen, een zilveren beker en een bronzen lamp in de vorm van een mensenhoofd.

### Graf 80
Dit graf was de rijkste van de hier gevonden graven. De grafkamer stortte al vroeg in en werd daarom nooit beroofd.
De eigenlijke grafheuvel was ooit 62 meter in doorsnee en 12 meter hoog. Het grafcomplex binnen de heuvel bestond uit vier kamers. Bij de ingang werden de overblijfselen van geofferde paarden en kamelen gevonden. In de eerste grafkamer lag het lichaam van de hier begraven persoon, die waarschijnlijk een koning was. Hij lag op een baar, waarvan alleen de metalen onderdelen bewaard gebleven waren. Op het hoofd van de vorst was een zilveren kroon, versierd met halfedelstenen. In zijn linkerhand hield hij wapens zoals een boog en pijlen. Om zijn nek droeg hij kettingen.
Bij het hoofd van de heerser werden skeletdelen van een hond gevonden. In deze grafkamer werden ook overblijfselen van geofferde bedienden gevonden. Een van hen was duidelijk een soldaat die begraven was met zijn ijzeren zwaard. Rondom de koning werden talloze grafgiften gevonden, waaronder veel aardewerk, bronzen vaten en wapens. Een wierookbrander in de vorm van een leeuw was mogelijk afkomstig uit China.
In een andere kamer werd een vrouw begraven die een kroon droeg, en daarom als koningin moet worden beschouwd.

### Graf 95
Het ondergrondse deel van het graf stortte kort na de begrafenis in, zodat het graf ook hier onaangeroerd bleef. De grafheuvel had een diameter van 56 meter en was 7,45 meter hoog toen hij werd gevonden, en had drie kamers. In de eerste was het skelet van de heerser met een zilveren kroon. Bij de ingang van het graf lagen een geofferde bediende en het skelet van een koe. Aan de noordkant van de kamer was de begrafenis van de koningin, ook getooid met een zilveren kroon. Alle drie de kamers waren gevuld met grafgiften. Er was veel aardewerk, bronzen vaten, wapens en een ijzeren vouwstoel, misschien een troon.

### Graf 118
Ook hier was de grafkamer ingestort en de begrafenis van een koning bleef daardoor behouden. Hij lag op een sterfbed met een kroon op zijn hoofd. Onder het bed werden wapens, een houten bordspel en een vouwstoel gevonden. In dezelfde kamer bevonden zich de stoffelijke resten van een jonge man die blijkbaar was geofferd en de stoffelijke resten van een koe. Er waren twee zijkamers waarin voornamelijk aardewerk werd gevonden, maar ook geofferde bedienden.